# 红顶歌鵖
红顶歌鵖（Cossypha natalensis）是一种鹟科鸟类。它分布于安哥拉、博茨瓦纳、布隆迪、喀麦隆、中非共和国、刚果共和国、刚果民主共和国、埃塞俄比亚、加蓬、肯尼亚、马拉维、莫桑比克、纳米比亚、尼日利亚、卢旺达、索马里、南非、苏丹、斯威士兰、坦桑尼亚、乌干达、赞比亚和津巴布韦。其自然栖息地是亚热带或热带干旱森林。